# Nuevo Colón
Pour les articles homonymes, voir Colon.
Nuevo Colón est une municipalité située dans le département de Boyacá, en Colombie.